# NGC 800
NGC 800 est une galaxie spirale barrée située dans la constellation de la Baleine. NGC 800 a été découverte par l'astronome américain Lewis Swift en 1885.

## Caractéristiques
Sa vitesse par rapport au fond diffus cosmologique est de 5 656 ± 19 km/s, ce qui correspond à une distance de Hubble de 83,4 ± 5,9 Mpc (∼272 millions d'al).
La classe de luminosité de NGC 800 est III et elle présente une large raie HI.

## Paire de galaxies

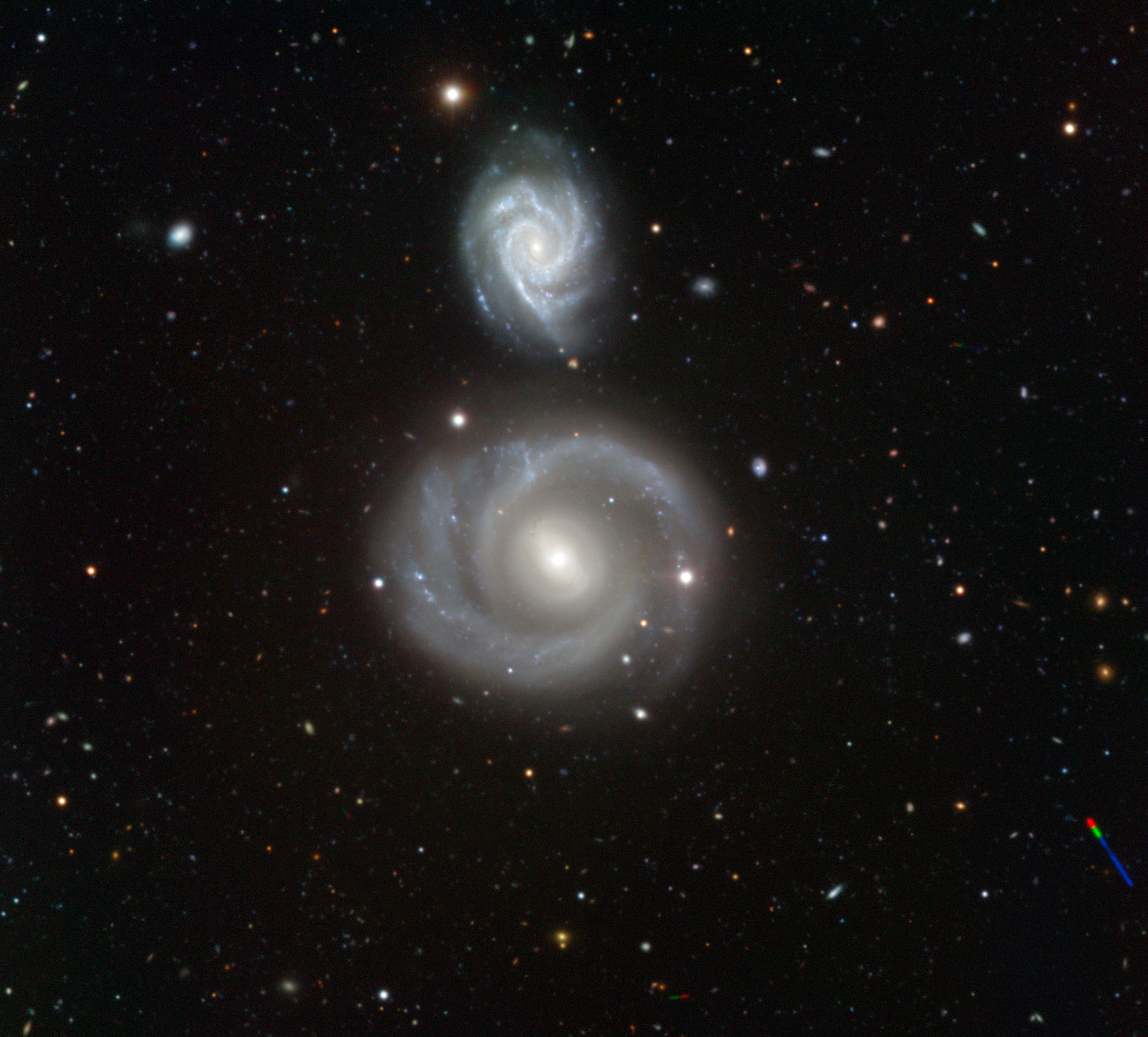
NGC 799 (en bas) et NGC 800 par le VLT. (ESO)

Les galaxies NGC 799 et NGC 800 forment une paire de galaxies en interaction gravitationnelle, car elles sont toutes deux à environ 265 millions d'années-lumière de nous,.